# Myxicola violacea
Myxicola violacea är en ringmaskart som först beskrevs av Langerhans 1884.  Myxicola violacea ingår i släktet Myxicola och familjen Sabellidae. Inga underarter finns listade i Catalogue of Life.